# Linophryne trewavasae
Linophryne trewavasae är en fiskart som beskrevs av Bertelsen, 1978. Linophryne trewavasae ingår i släktet Linophryne och familjen Linophrynidae. Inga underarter finns listade i Catalogue of Life.